# Djamila Rowe
Djamila Rowe (* 1. August 1967 in Ost-Berlin; auch Djamile Rowe) ist eine deutsche Visagistin, die durch eine frei erfundene Affäre mit dem Schweizer Botschafter Thomas Borer 2002 bekannt wurde. 2023 gewann sie die 16. Staffel von Ich bin ein Star – Holt mich hier raus!

## Leben
Rowe wurde in Berlin-Lichtenberg geboren. In einem Interview zur Veröffentlichung ihrer Biographie beschrieb sie, dass der Freund ihrer Mutter sie misshandelt habe. Nach der Flucht ihrer Mutter und ihres persischen Vaters in den Westen wuchs sie bei ihren Großeltern auf. Dort erlebte sie ebenfalls Gewalt. Ab dem 14. Lebensjahr lebte Rowe in fünf verschiedenen Kinderheimen sowie im Anschluss im Jugendwerkhof Crimmitschau. In ihrer Jugend unternahm sie zwei Suizidversuche, aufgrund derer sie in Isolationshaft kam.
Rowe wollte eine Ausbildung zur Verkäuferin im Intershop absolvieren. Nach ihrer Darstellung verhinderte dies das Ministerium für Staatssicherheit. Ebenfalls nach ihrer Darstellung flüchtete sie 1989 aus der DDR. Nach der deutschen Wiedervereinigung arbeitete Rowe ab 1991 als Visagistin in Berlin, unter anderem im KaDeWe. Nebenher arbeitete sie als Model und trat auch als Nackttänzerin auf.
Von 1997 bis 2002 war Rowe mit einem Unternehmensberater liiert, der auch der Vater ihres Sohnes (* 1997) ist. In den Jahren 2004 bis 2006 war Rowe mit einem anderen Unternehmensberater verlobt. Ende 2006 wurde eine kurze Liaison mit Ferfried Prinz von Hohenzollern publik. Ihre Tochter wurde 2009 geboren.

### Borer-Affäre
2002 wurde Djamila Rowe durch eine von ihr und Alexandra Würzbach frei erfundene Affäre mit dem damaligen Schweizer Botschafter Thomas Borer in Deutschland bekannt. In der schweizerischen Zeitung SonntagsBlick behauptete Rowe für ein Honorar von 10.000 Euro, eine Affäre mit Borer gehabt zu haben, die in der Nacht des 21. März stattgefunden haben soll. Diese Aussage widerrief die von Heinrich Wirtz geförderte Rowe später. Die erfundene Affäre führte nicht zur Versetzung Borers nach Bern. Borer kündigte jedoch sein Arbeitsverhältnis. Borer und Rowe gaben im Juli 2002 an, sich zu kennen, aber keine Affäre gehabt zu haben. Der Ringier-Verlag zahlte Borer nach einer außergerichtlichen Einigung Schmerzensgeld von über einer Million Schweizer Franken.

### Stalking-Prozess
Mitte 2007 verklagte Djamila Rowe einen 33-jährigen Mann, der wegen Nötigung vorbestraft war. Der Vorwurf lautete auf Stalking durch sexuell belästigende Nachrichten. Das Verfahren wurde nach einer Zahlung des Angeklagten in Höhe von 200 Euro eingestellt.

## Karriere

### TV-Auftritte
Rowe nahm 2004 an der ProSieben-Reality-Fernsehshow Die Alm teil und belegte Platz acht. Ein anschließendes Angebot, einen eigenen Song zu veröffentlichen, lehnte sie ab. 2006 hatte sie in der RTL-II-Fernsehshow Big Brother einen Gastauftritt. Im Jahr 2007 war sie Protagonistin in zwei Folgen der ProSieben-Sendung We Are Family! So lebt Deutschland. 2014 ließ sie sich für das Format Promis privat – Das süße Leben der Stars von Sat.1 Emotions begleiten. 2017 war sie Teilnehmerin bei Adam sucht Eva – Promis im Paradies. Im Januar 2021 war Rowe Kandidatin bei Ich bin ein Star – Die große Dschungelshow. Sie belegte mit 49,86 Prozent der Zuschauerstimmen Platz zwei. 2023 war sie Ersatzteilnehmerin der 16. Staffel von Ich bin ein Star – Holt mich hier raus! und wurde Dschungelkönigin. Sie erhielt – außer an Tag neun und 14 – täglich die meisten Zuschauerstimmen. Das Finale gewann sie mit 62,26 Prozent.

### Modeljobs
Rowe trat als Model und Erotikmodel auf. 2002 war sie u. a. Laufstegmodel für das Modeunternehmen Joop, im April 2013 war sie auf dem Cover der Zeitschrift Penthouse zu sehen. 2018 war sie Teil des Jahreskalenders von Micaela Schäfer. 2025 eröffnete sie einen Account auf der Erotikplattform Onlyfans, um ihren Gewinn vom Dschungelcamp 2023 nicht vollständig „auf[zu]brauchen und dann beim Jobcenter [zu] landen“. Sie habe nur im ersten Jahr nach ihrem Sieg mit Anschlussaufträgen verdient.

### Werbeaktivitäten
2011 war sie mit neun anderen It-Girls Werbegesicht für die Weinmarke Vingooo. 2015 hatte sie einen Auftritt in einem Werbefilm von Fitness First. Im Jahr 2020 war sie in einem TV-Werbespot von Meßmer zu sehen.

### Autobiografie
Im Oktober 2021 erschien Rowes Autobiografie Botox für meine Seele. Diese entstand gemeinsam mit Autorin Christiane Gref während der COVID-19-Pandemie. Den Titel der Autobiografie entschied Rowe selbst. Die Treffen zwischen Rowe und Gref, in der Rowe über ihr Leben berichtete, fanden vorrangig als Videokonferenzen statt. Rowe beschreibt in Interviews, dass das Schreiben der Biographie für sie wie eine Therapie gewirkt habe.

## Rezeption
Seit Rowe im Jahr 2002 bekannt wurde, wurde sie als „Luder“, „Promi-Luder“, „Botschaftsluder“, „Skandalnudel“ und „Botox-Tussi“ bezeichnet. Ihr wurde „zweifelhafte Berühmtheit“ nachgesagt, ihr Image sei „ramponiert“. Auch für ihre Schönheitsoperationen wurde sie kritisiert. Die B.Z. betitelte sie als „Berlins größte Beauty-Baustelle“.
Rowes Teilnahme an der 16. Staffel der Fernsehshow Ich bin ein Star – Holt mich hier raus! im Jahr 2023 führte zu einer veränderten öffentlichen Wahrnehmung ihrer Person. Anja Rützel charakterisierte Rowe als „warmherzig und selbstironisch“. Auf RP Online wurde sie als „authentisch, herzlich und erfrischend normal“ beschrieben. In einem anderen Artikel analysierte RP Online, dass Rowe durch ihre Wahrhaftigkeit so beliebt bei den Zuschauern geworden sei. Die Fuldaer Zeitung bezeichnete Rowe als Person „mit viel Tiefe“. Die Berliner Zeitung schrieb einen Tag nach ihrem Showsieg, Rowe habe Vorbildfunktion aufgrund ihrer „entwaffnenden Ehrlichkeit, ihres trockenen Witzes, einer gehörigen Portion Selbstironie“. Ihre Wahl zur Dschungelkönigin gilt als „TV-Triumph“, „Erdrutschsieg“ und „schöner als jedes Märchen“. In der Süddeutschen Zeitung wurde die Staffel mit Rowe als eine der besten in der Geschichte des Formats bezeichnet. Rowe stehe stellvertretend für diejenigen Zuschauer, die viele Niederlagen im Leben erlitten und den Glauben an das Glück im Leben verloren haben. Durch ihre Menschlichkeit und Offenheit wurde laut der Süddeutschen Zeitung nicht nur Rowe selbst, sondern auch das Format gekrönt. Das Schweizer Nachrichtenportal Watson schrieb, Rowe sei nach all den Jahren in den Medien nun „Queen D“ und „die Königin der Herzen“.

## Filmografie
- 2004: Die Alm[26]
- 2004: TV total
- 2006: Big Brother[28]
- 2009: We Are Family! So lebt Deutschland
- 2011: Exklusiv – Die Reportage – Germanys Next Promiluder – Alles für den Ruhm!
- 2014: Promis privat – Das süße Leben der Stars
- 2017: Adam sucht Eva – Promis im Paradies
- 2021: Ich bin ein Star – Die große Dschungelshow (Platz 2)
- 2023: Ich bin ein Star – Holt mich hier raus! (Gewinnerin)
- 2023: Grill den Henssler (Sieg der Prominenten mit Steven Gätjen, Papis Loveday und MC Fitti)
- 2024: The 50